# Депрессия (геология)
Депрессия (лат. depressio — вдавливание, снижение) — в геоморфологии — понижение на земной поверхности независимо от его формы и происхождения; иногда депрессией называют впадину, дно которой лежит ниже уровня океана (Каспийское море, Мёртвое море).

## Типы
- Криптодепрессия, скрытая депрессия — депрессия, скрытая высоким уровнем воды.
- Депрессия тектоническая — общее название вогнутых тектонических форм.
- Депрессия подземных вод — снижение напорной поверхности артезианских вод или поверхности грунтовых вод к месту естественного (балки, долины) или искусственного (скважины и колодцы, дренажные канавы и др. выработки) дренажа.